# Narcissu
《narcissu》（ナルキッソス）是日本同人社團ステージなな（Stage Nana）製作的一款免費同人遊戲軟體。日文版製作完成後不久，亦由各地的爱好者分別製作英文版、中文版、韓文版、法文版及越南文版遊戲，同樣是供網上下載的免費軟體。
於2009年4月27日發佈了系列第三作《narcissu 3rd -Die Dritte Welt-》（ナルキッソス３rd ダイ ドリッテ ヴェルト），首次以DVD形式發表，並同時收錄narcissu和narcissu SIDE 2nd。與前兩作不同，不是免費軟體。

## 概要
narcissu是一款在網上公開發佈的同人電子小說。由於軟體是免費下載，並且在不改變內容及非商業用的條件下可任意轉載，因此遊戲在各下載網站迅速地廣泛流傳。在Comic Market出售的同名CD遊戲內容與網上下載版完全一樣，初代以空出的容量收錄原聲音樂，SIDE 2nd則另附光碟收錄原聲音樂，作為紀念、收藏用，只以收回成本的低價出售。這是由於作者是以「盡可能給更多的人看到」為理念而製作 （页面存档备份，存于）。除此之外亦在每次的Comic Market中製作各種各樣同好向的周邊，如CD Drama、小說等。
標題的narcissu是『水仙』（narcissus）的意思，並去掉最後代表『自杀』（suicide）的『s』。

## 遊戲簡介
的主要製作人，亦是擔任貓貓軟件的遊戲劇本的片岡智晴，他認為文字、插圖與配音是相輔相成的，因此他認為在文字上能表達的地方盡量使用更普通的插畫，以保留讀者更多的想象空間。有配音與沒配音的文本也稍微有點不同，在配音版能直接表露情感上的地方可省略更多的文字，但是可能就被固定了角色的印象，作者希望比較兩者對讀者的印象的差異，所以遊戲亦有兩個文本選擇（有配音、沒配音）。
因此，narcissu的第一作基於以上的理念，以他早年參與過的商業作品銀色的形式來進行這個實驗作，盡量削減電子小說中的資訊，給予作者想像的空間。使用NScripter作為遊戲引擎，沒有一般電子小說常有的選擇分歧、角色立繪，畫面只有最基本的黑色背景、置中的長幅插圖、置於插圖下方不多於兩行的文字和配樂。可以選擇是否有配音，而文字亦會因應是否配音而有所改變。當使用配音和自動播放功能時，看起來很富電影感。
第二作則減少了試驗的要素，使用更多的插圖和對話，但基本形式上與第一作無異。全故事分成19個章節，其中chapter01-03是曾收錄於2006年冬季Comic Market中發表的廣播劇CD內的故事，因此相對其他部份來說對話比描述更多。

## 故事介紹
描述剛進入安寧病所（hospice）的主人公，及從前就常進出安寧病所、漸漸與任何事都漠不關心的女主角「瀨津美」，兩個在醫院過著平凡日子，等待死亡的男女，漸漸發展下去的故事。
而SIDE 2nd的故事背景則在narcissu的6年前，描寫女主角「瀨津美」和她身邊的人們的過去的另一個故事。
全故事以劇本的一貫趨於平淡風格，排除所有華麗描寫、劇情逆轉等故事常用要素，只是描寫圍繞主要角色們平凡的日常生活點滴。
在這個電子小說發佈的一年前，他參與過的商業作品彈珠汽水的附加模式之一，Staff Room中片岡寫的一個小故事「中學時代的事」，當中提到兩個男生和一個長期患病的少女「S美」的故事。而這個故事中「S美」被猜測為本作同是長期患病女主角，剛好羅馬拼音「Setsumi」是S開始，日文漢字寫法「瀨津美」是「美」結束。因此亦被猜測為此作的最初藍本。
很少提及關於劇本內容的創作動機。無論在遊戲的製作後感，還是在個人網頁 （页面存档备份，存于） 上，都只是說不為甚麼，只是因為想寫。因此劇本要表現的意思，讀者均有其不同的揣測，而作者在SIDE 2nd中亦說「這些意見都應該是正確的」，他本人並不對劇本的意思另外加以解釋。
在SIDE 2nd發表後，電子小說中完成兩個故事之後出現的後記中，表達了這個故事的主題。而在一則關於narcissu中的訪問中，亦表示「可能只是為尾聲的數行字而寫SIDE 2nd的」。

## 主要角色介紹
※在遊戲中角色均沒透露全名，全名是後來在官方網頁的角色介紹中加上的。
阿東優（Atou Yū）
故事中的男主角，21歲。取得了汽車駕駛執照的翌日，因胸口痛而入院，最後進入安寧病所（hospice）。在安寧病所經過一段日子後，因一次契機駕駛父親的車與瀨津美溜出醫院。
由於突如其來的入院，說是對於死亡還沒有實感。對於想要做的事會積極行動，亦因此讓瀨津美帶來了一點點的改變。
瀨津美（Sakura Setsumi，聲：綾川梨乃）
從前就經常進出臨終關懷病房的女性，看起來還是年少，但實際上年紀比主人公大1歲。主人公進入安寧病所時已是準備第二次回家，在病所「沒有第三次」的謠言中代表著將要死亡。抱著討厭死在醫院也討厭死在家的心情，跟主人公逃離醫院。最後以淡路島為目標，實現最後小小的心願。
有著「不抱任何期望，便不會有失望」、「無論如何都只是漸漸消失」的想法，對任何事情都漠不關心，經常只以「沒甚麼」作回應。

## 製作人員
- 劇本／導演：片岡智（日语：片岡とも）
- 映像原畫：MITAONSYA(narcissu)、(narcissu side 2nd)
- CG彩色：、松樹光
- 映像剪接：
- 背景：厨川亮、安田悠一
- 系統構圖：
- 系統劇本：O-Show
- OP動畫製作：
- 動畫協力：
- 網上四格漫畫：、
- 音樂：ebi(Sound Union)、石橋弘史、MASA、藤間仁（Elements Garden）、SENTIVE、eufonius、Birth Entertainment、ONOKEN、館內明（TGZ）、souten、Barbarian On The Groove
- 聲音收錄：
- 聲音加工：秋津環、樹原新（The SOTS）

## 歌曲
- 印象曲：（narcissu「～瀨津美的主題曲～」）
  - 作詞：　作曲、編曲：ebi（Sound Union）歌：REM
- 插曲：（在這裏）
  - 作詞：海富一　作曲、編曲：石橋弘史　歌：瑞田茉莉
- SIDE 2nd主題曲：（narcissu）
  - 作詞：riya　作曲、編曲：菊地創　歌：eufonius
- SIDE 2nd插曲：「15 cm」（15厘米）
  - 作詞：Takashi（Σ-sigma-）作曲、編曲：sin（Σ-sigma-）歌：KAKO
- 3rd主題曲：
  - 作詞：三澤秋　作曲、編曲：onoken　歌：彩羅

## 中文版資訊
- narcissu中文版於2006年1月1日由KEY FANS CLUB完成繁體及簡體中文版發佈。
- 2007年5月17日KEY FANS CLUB亦表明了取得中文版的授權並開始SIDE 2nd中文化翻譯工作，至今仍未完成。
- narcissu SIDE 2nd中文版於2007年9月27日由完成繁體中文發佈，但只翻譯SIDE 2nd的新劇本部份，同綁的無印舊劇本部份並未翻譯。
- narcissu side 2nd简体中文版由style7th于2008年2月24日翻译完成并发布，同捆的narcissu1仍引用Key Fans Club的文本，并以Key Fans Club之名发布

## 舞台劇
由舞台劇化，於2007年2月9日至11日在大阪WINGFIELD公演。

## 商業化作品

### 輕小說
於2008年7月25日由MF文庫J出版《narcissu》的輕小說。
- 書名：
- 著者：
- 插畫：、
- ISBN 978-4-8401-2365-5

於2009年12月3日由台灣東立出版社出版中文版輕小說。
- 書名：水仙花narcissu
- 譯者：陸怡帆
- ISBN 978-986-10-4955-7

於2010年4月7日由鶴山文化社出版韓文版輕小說。
- 書名：
- 譯者：
- ISBN 978-89-258-4682-8

於2015年9月25日由出版印尼文版輕小說。
- 書名：
- 譯者：
- ISBN 978-602-8750-83-7

於2020年1月17日由出版越南文版輕小說。
- 書名：
- 譯者：
- ISBN 978-604-89-8735-0

### 漫畫
漫畫化作品在月刊Comic Alive從2009年1月號連載至2010年1月號。單行本全2卷。
- 書名：
- 作畫：
- 原作：
- 第1卷 2009年6月23日發售 ISBN 978-4-8401-2580-2
- 第2卷 2010年2月23日發售 ISBN 978-4-8401-2984-8

於2010年11月由台灣尖端出版社出版中文版漫畫。
- 書名：水仙花narcissu
- 譯者：蔡雅婷
- 第1卷 2010年12月1日發售 EAN 4717702235611
- 第2卷 2012年1月17日發售 EAN 4717702241537

## 外部連結
- 官方网站 （日語）
- 《Narcissu》在視覺小說數據庫的頁面（英文）
- 《Narcissu 3rd -Die Dritte Welt-》在視覺小說數據庫的頁面（英文）